# Диас Акоста, Факундо
Факундо Диас Акоста (исп. Facundo Díaz Acosta; род. 15 декабря 2000, Буэнос-Айрес) — аргентинский теннисист; победитель одного турнира ATP в одиночном разряде. Чемпион Панамериканских игр 2023 года в одиночном разряде; чемпион юношеских летних Олимпийских игр 2018 года в парном разряде.

## Спортивная карьера
В 2018 году на юношеских летних Олимпийских играх в Буэнос-Айресе стал победителем в парном разряде вместе с соотечественником Себастьяном Баэсом, а также завоевал серебро в одиночном разряде, уступив в финале Юго Гастону из Франции.
В 2020 году дебютировал в основной сетке ATP Тура на Открытом чемпионате Аргентины 2020 года, получив уайлд-кард для участия в основной сетке в одиночном и парном разрядах. В первом раунде одиночного разряда уступил Педро Соузе из Португалии.
В мае 2022 года выиграл свой первый титул «челленджера» на турнире Dove Men+Care 2022 в Кокимбо в Чили на грунте.
В 2023 году записал на свой счёт первую победу на турнирах ATP-тура. На Открытом чемпионате Аргентины 2023 года в качестве уайлд-кард победил своего соотечественника Федерико Кориа. В этом же году завоевал второй титул на турнире Savannah Challenger 2023. Дебютировал в основной сетке турниров Большого шлема на Открытом чемпионате Франции 2023 года в качестве лаки-лузера. В первом же раунде уступил австралийцу Джейсону Кублеру. Также сыграл в первом круге на Открытом чемпионате США по теннису, где уступил Джону Изнеру.
Осенью 2023 года на Панамериканских играх в Сантьянго стал победителем в одиночном разряде. Также завоевал серебряную медаль в миксте.
В 2024 году дебютировал на Открытом чемпионате Австралии, где проиграл в первом раунде 12-му сеянному Тейлору Фрицу в 5 сетах. В феврале вышел в свой первый четвертьфинал ATP на Открытом чемпионате Кордовы 2024 года, победив лаки-лузера Тьяго Агустина Тиранте, но уступив в четвертьфинале Себастьяну Баэсу.

## Рейтинг на конец года
| Год  | Одиночный рейтинг | Парный рейтинг |
| 2023 | 95                | 1229           |
| 2022 | 191               | 174            |
| 2021 | 338               | 480            |
| 2020 | 403               | 841            |
| 2019 | 502               | 1117           |

## Выступления на турнирах

### Финалы турнировATPв одиночном разряде (1)

#### Победы (1)
| Легенда                     |
| --------------------------- |
| Турниры Большого шлема (0)* |
| Итоговый турнир ATP (0)     |
| ATP Мастерс 1000 (0)        |
| АТР 500 (0)                 |
| АТР 250 (1)                 |

| Титулы по покрытиям | Титулы по месту проведения матчей турнира |
| ------------------- | ----------------------------------------- |
| Хард (0)            | Зал (0)                                   |
| Грунт (1)           | Зал (0)                                   |
| Трава (0)           | Открытый воздух (1)                       |
| Ковёр (0)           | Открытый воздух (1)                       |

* количество побед в одиночном разряде.
| №  | Дата            | Турнир                  | Покрытие | Соперник в финале | Счёт    |
| 1. | 18 февраля 2024 | Буэнос-Айрес, Аргентина | Грунт    | Николас Ярри      | 6-3 6-4 |